# Declaração de Soberania da Estônia
A Declaração de Soberania da Estônia (em estoniano:  suveräänsusdeklaratsioon), em estoniano: Declaração sobre a Soberania da República Socialista Soviética da Estônia (Deklaratsioon Eesti NSV suveräänsusest), foi emitida em 16 de Novembro de 1988 durante a Revolução Cantante na República Socialista Soviética da Estônia. A declaração afirmava a soberania da Estônia e a supremacia das leis estonianas sobre as leis da União Soviética. O recém-eleito parlamento da Estônia também reivindicava todos os recursos naturais: terra, águas interiores, florestas, depósitos minerais e os meios de produção industrial, agricultura, construção, bancos estatais, transporte, serviços municipais, etc. dentro das fronteiras da Estônia.